# 2e division d'infanterie (Portugal)
Pour les articles homonymes, voir 2e division.
 (février 2021).
Si vous disposez d'ouvrages ou d'articles de référence ou si vous connaissez des sites web de qualité traitant du thème abordé ici, merci de compléter l'article en donnant les références utiles à sa vérifiabilité et en les liant à la section « Notes et références ».
La 2e division d'infanterie est une division d'infanterie de l'armée de terre portugaise qui a participé à la Première Guerre mondiale.

## Les chefs de la2eDivision d'Infanterie
- 1918 : Manuel de Oliveira Gomes da Costa

## Histoire
Durant la Première Guerre mondiale, elle combat durant la Bataille de la Lys (1918). Entre le 10 avril et le 20 avril, avec 20 000 hommes au départ, elle perd 300 officiers et 7 000 hommes, tués, blessés ou prisonniers. 

Elle résiste à l'attaque de quatre divisions allemandes de 50 000 hommes, de la 6e armée allemande commandée par le général Ferdinand von Quast.